# Itomiínos
Ithomiini é uma tribo de borboletas da família Nymphalidae que compreende ao menos 370 espécies conhecidas e mais de 1.500 raças, confinada exclusivamente à região Neotropical. A tribo forma uma clade com a tribo Tellervini, que contém o único gênero australasiano Tellervo, e a tribo Danaini do Velho Mundo, formando a subfamília Danainae. A tribo das ninfalideas Ithomiini (Ithomiines) é um dos grupos de Lepidoptera mais bem estudados e tem servido de modelo em pesquisas sobre biogeografia, ecologia química e evolução.
Observar essas borboletas foi o que estimulou Henry Walter Bates, em 1862, a formular sua teoria do mimetismo, hoje um dos exemplos mais bem estudados da seleção natural. Muitas das Ithomiini são abundantes, conspícuas e facilmente amostradas, o que levou a um conhecimento relativamente profundo da distribuição de alguns grupos. Os dados de distribuição das Ithomiines foram, portanto, utilizados para identificar áreas de endemismo em terras baixas neotropicais e testar a hipótese do refúgio. Talvez o mais notável seja que a maior parte das larvas de Ithomiines alimentem-se quase que exclusivamente de plantas da família Solanaceae, nas quais são relativamente um dos poucos herbívoros. Esta associação próxima entre herbívoro e hospedeiro levou o grupo a ser usado em estudos fundamentais sobre a co-evolução planta-inseto. Até o momento, não há evidências de co-evolução tradicional, ou cladogênese de herbívoros e hospedeiros, mas a ecologia da interação ithomiini-hospedeiro é, provavelmente significativa, na diversificação da tribo.
Mimetismo é mais do que apenas um fenômeno interessante confinado a alguns grupos seletos de organismos. Os padrões de mimetismo podem ser vistos como nichos distintos em termos de defesa de predadores, com a planta hospedeira e o microhabitat constituindo eixos de nicho adicionais que as espécies de Ithomiines podem dividir. Uma mudança na planta hospedeira pode ser acompanhada por uma mudança no microhabitat e, portanto, no padrão de mimetismo, que provavelmente causa um isolamento reprodutivo, potencialmente levando à especiação. Uma forte correlação entre a diversidade de clades de Solanaceae e as clades de Ithomiines que se especializam nessas plantas é consistente com uma ligação entre as mudanças nas plantas hospedeiras e a diversificação de borboletas.

## Características
As borboletas dessa tribo possuem uma grande variedade de padrões de cores de asas, incluindo padrões transparentes, amarelos e “tigres” (laranja e preto). Apresentam dimorfismo sexual, possuindo seus machos uma pluma de longas escamas androconiais eretas, semelhantes a pelos, na borda anterior das asas dorsais posteriores, exibidas quando as asas são abertas durante o namoro. Outras características das Ithomiines incluem uma batida muito lenta e profunda das asas e uma preferência por habitar a sombra de matas úmidas e densas, dominando numericamente as comunidades de borboletas que ocorrem nos sub-bosques das florestas úmidas desde o nível do mar até 3000m de altitude, do México ao Sul do Brasil, Paraguai, Bolívia e através de 3 ilhas do Caribe.

## Biologia
A ecologia química das Ithomiines é bem conhecida. As larvas da subtribo  Tithoreina, relativamente basais, se alimentam de plantas hospedeiras da família Apocynaceae, um grupo de plantas hospedeiras que é compartilhado com as borboletas relacionadas à tribo Danaina. A maioria das espécies, no entanto, se alimenta das Solanaceae, uma família de plantas quimicamente diversa. Acredita-se que todas as Ithomiines sejam impalatáveis para as aves, e, por isso, mimetizadas na aparência por outras famílias de borboletas. Esse mimetismo inclui não só outras espécies impalatáveis (mimetismo mulleriano), mas também um grande número de espécies comestíveis (mimetismo batesiano), que evoluíram para padrões semelhantes, pois os pássaros têm a capacidade de memorizar os padrões das borboletas e, assim, evitam comer as espécies nocivas, mas também são levados a ignorar espécies comestíveis que possuam o mesmo padrão.
A impalatabilidade das Ithomiines resulta, pelo menos em parte, na maior parte das espécies, de alcalóides pirrolizidínicos coletados de flores (especialmente de Asteraceae) pelos machos adultos e de plantas secas ou murchas (principalmente de Boraginaceae). Esta pode ser uma adaptação para reduzir a dependência de produtos químicos de plantas hospedeiras larvais. Esse mesmo alcalóide é também o precursor dos ferormônios voláteis que os machos disseminam através dos órgãos androconiais que definem a tribo.

## Filogenética e Classificação
Uma das primeiras tentativas de retratar as relações entre os gêneros de Ithomiini foi a de Doubleday, que em 1847 usou características da venação e da pata dianteira masculina para unir com sucesso vários gêneros de Ithomiines e ordená-los de basais a derivados. Seu arranjo geral foi refinado, mas pouco melhorado por autores subsequentes, até que D'Almeida e Fox, nas décadas de 1930 a 1950, estabeleceram as tribos atualmente reconhecidas e formaram a base para trabalhos futuros. A aplicação de métodos cladísticos aos conjuntos de dados morfológicos e moleculares desenvolvidos nas últimas duas décadas fornecem na atualidade uma das mais amplas hipóteses filogenéticas de nível genérico para qualquer grupo de borboletas.
O grupo irmão da tribo Ithomiini é a pequena tribo Tellervini (contendo o único gênero australasiano Tellervo) ou a tribo maior Danaini. As relações das três tribos da subfamília Danainae ainda não estão claras.
A taxonomia moderna para as espécies é baseada em grande parte no trabalho de Keith Brown e Gerardo Lamas, que vêm trabalhando há muitos anos na revisão das classificações desenvolvidas nas décadas de 1960 e 1970 por Richard Fox e outros. A revisão mais recente da nomenclatura sub-tribal e genérica da ithomiina está na Lista de Verificação de Lepidópteros Neotropicais (Checklist of Neotropical Lepidoptera - Lamas, 2004). Lamas, assim como Willmott e Freitas (2006), consideram Ithomiinae como uma subfamília.
Aqui, as clades são tratadas como uma tribo, a fim de acomodar o bem-sustentado monofiletismo — de Danaini, Tellervini e Ithomiini — como uma subfamília dentro de Nymphalidae. Assim, os nomes tribais de Lamas estão listados aqui como subtribos. As subtribos na Ithomiini ajudam a organizar os 43 gêneros reconhecidos, mas esse grupo é objeto de pesquisas moleculares, filogenéticas e morfológicas em andamento, e a classificação apresentada abaixo será, sem dúvida, refinada em um futuro próximo.
| Família Nymphalidae (Rafinesque, 1815) - Subfamília Danainae (Boisduval, 1833) - Tribo Ithomiini (Godman & Salvin, 1879) - Subtribo Tithoreina (Fox, 1940) - Elzunia (Bryk, 1937) - Tithorea (Doubleday, 1847) \| SSYN Hirsutis (Haensch, 1909) - Aeria (Hübner, 1816) - Subtribo Melinaeina (Clark, 1947) - Athesis (Doubleday, 1847) \| SSYN Roswellia (Fox, 1948) - Eutresis (Doubleday, 1847) - Athyrtis (Felder & Felder, 1862) - Paititia (Lamas, 1979) - Olyras (Doubleday, 1847) - Patricia (Fox, 1940) - Melinaea Hübner, 1816 \| HOMO Melinaea (Bates, 1862) \| SSYN Czakia (Kremky, 1925) - Subtribo Mechanitina (Bar, 1878) - Methona (Doubleday, 1847) \| SSYN Gelotophye (d’Almeida, 1940) - Thyridia (Hübner, 1816) \| SSYN Xanthocleis (Boisduval, 1870) \| OSYN Aprotopus (Kirby, 1871) \| OSYN Aprotopos (Kirby, 1871) - Scada (Kirby, 1871) \| HOMO Salacia (Hübner, 1823) \| SSYN Heteroscada (Schatz, 1886) - Sais (Hübner, 1816) - Forbestra (Fox, 1967) - Mechanitis (Fabricius, 1807) \| HOMO Nereis (Hübner, 1806) \| UNAV Hymenitis (Illiger, 1807) \| OSYN Epimetes (Billberg, 1820) - Subtribo Napeogenina - Aremfoxia (Réal, 1971) - Epityches (d'Almeida, 1938) \| HOMO Tritonia (Geyer, 1832) - Hyalyris (Boisduval, 1870) \| SSYN Oreogenes (Stichel, 1899) - Napeogenes (Bates, 1862) \| HOMO Ceratonia (Boisduval, 1870) \| SSYN Choridis (Boisduval, 1870) - Hypothyris (Hübner, 1821) \| SSYN Mansueta (d'Almeida, 1922) \| SSYN Pseudomechanitis (Röber, 1930) \| SSYN Garsauritis (d'Almeida, 1938) \| SSYN Rhodussa (d'Almeida, 1939) - Subtribo Ithomiina (Godman & Salvin, 1879) - Placidina (d'Almeida 1928) \| OSYN Placidula (d'Almeida 1922) - Pagyris (Boisduval 1870) \| SSYN Miraleria (Haensch 1903) - Ithomia (Hübner 1816) \| SSYN Dynothea (Reakirt, 1866) - Subtribo Oleriina - Megoleria (Constantino, 1999) - Hyposcada (Godman & Salvin, 1879) - Oleria (Hübner, 1816) \| SSYN Leucothyris (Boisduval, 1870) \| SSYN Ollantaya (Brown & Freitas, 1994) - Subtribo Dircennina (d'Almeida, 1941) - Ceratinia (Hübner, 1816) \| SSYN Calloleria (Godman & Salvin 1879) \| SSYN Epileria (Rebel, 1902) \| OSYN Teracinia (Röber, 1910) - Callithomia (Bates, 1862) \| OSYN Cleodis (Boisduval, 1870) \| SSYN Epithomia (Godman & Salvin, 1879) \| SSYN Corbulis Boisduval, 1870) \| SSYN Leithomia (Masters, 1973) - Dircenna (Doubleday, 1847) - Hyalenna (Forbes, 1942) - Episcada (Godman & Salvin, 1879) \| SSYN Ceratiscada (Brown & d’Almeida, 1970) \| SSYN Prittwitzia (Brown, Mielke & Ebert, 1970) - Haenschia (Lamas, 2004) - Pteronymia (Butler & Druce, 1872) \| SSYN Ernicornis (Capronnier, 1874) \| SSYN Parapteronymia (Kremky, 1925) \| SSYN Talamancana (Haber, Brown & Freitas, 1994) - Subtribo Godyridina - Velamysta (Haensch, 1909) - Godyris (Boisduval, 1870) \| SSYN Dismenitis (Haensch, 1903) \| SSYN Dygoris (Fox, 1945)) - Veladyris (Fox, 1945) - Hypoleria (Godman & Salvin, 1879) \| HOMO Pigritia (d’Almeida, 1922) \| SSYN Pigritina (Hedicke, 1923) \| HOMO Heringia d’Almeida, 1924) - Brevioleria (Lamas, 2004) - Mcclungia (Fox, 1940) - Greta (Hemming, 1934) \| HOMO Hymenitis (Hübner, 1819) \| SSYN Hypomenitis (Fox, 1945) - Heterosais (Godman & Salvin, 1880) \| OSYN Rhadinoptera (d'Almeida, 1922) - Pseudoscada (Godman & Salvin, 1879) \| SSYN Languida (d'Almeida, 1922) | ABREVIATURAS SSYN Sinônimo Júnior Subjetivo OSYN Sinônimo Júnior Objetivo HOMO Homônimo Júnior UNAV Nome Indisponível REJE Nome Rejeitado INVA Nome Inválido |
| ABREVIATURAS | |
| SSYN | Sinônimo Júnior Subjetivo |
| OSYN | Sinônimo Júnior Objetivo |
| HOMO | Homônimo Júnior |
| UNAV | Nome Indisponível |
| REJE | Nome Rejeitado |
| INVA | Nome Inválido |